# Josef Falk
Josef Falkとは、かつてドイツにあった模型会社。

## 概要
19世紀末にドイツのニュルンベルクには数々のブリキ製玩具を製造する会社が設立された。Josef Falkもその一社で1895年にJosef Falkによって設立された。Falkの主力製品は模型蒸気機関で主に富裕層の子弟を対象としており、イギリスやアメリカへ輸出された。1912年にはかつてOEMで製品を供給されていたSchöennerから製造緒設備を買い取り、大半は仕様を変更せずに再生産した。生産は1930年代にナチスドイツの台頭により事業を手放さざるをえなくなるまで続けられた。

## 製品
実物同様の原理で作動する模型蒸気機関を製造、販売した。